# Louis-Sextius Jarente de La Bruyère
Pour les articles homonymes, voir Jarente et La Bruyère.
Louis-Sextius Jarente de La Bruyère est un prélat français né à Marseille le 30 septembre 1706 et mort à Meung-sur-Loire le 28 mai 1788 avant d'être inhumé le 8 juin dans la cathédrale d'Orléans.

## Biographie

### Origines et famille
Issu d’une famille de vieille noblesse provençale, Louis-Sextius Jarente de La Bruyère est le fils de Charles-François Victor de Jarente et de sa femme Marie-Thérèse de Jarente. Ses frères et sœurs sont: 
- Marie-Félicité de Jarente de la Bruyère (morte en 1786)

Cadet, il est destiné à l’état ecclésiastique.

### Carrière au service de l’Église

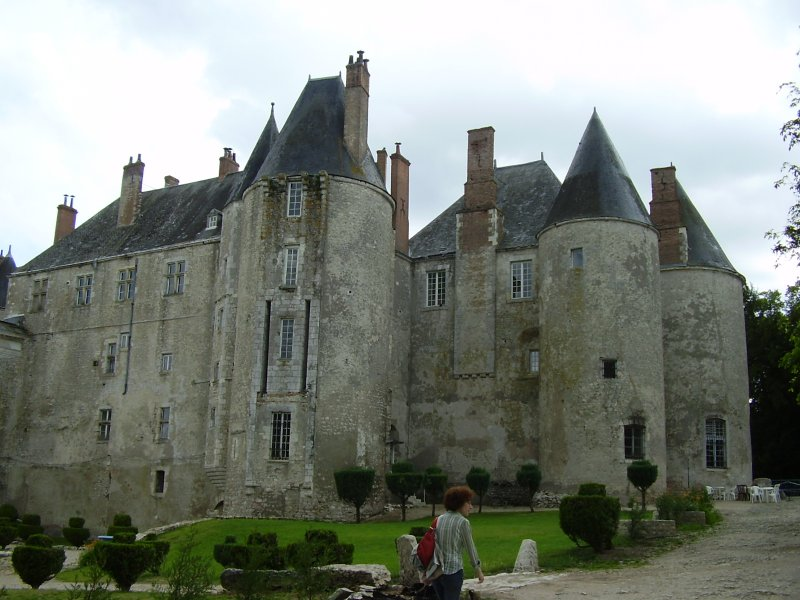
Château de Meung-sur-Loire, résidence des évêques d'Orléans

D'abord chanoine de l'abbaye Saint-Victor de Marseille, où il connut le célèbre Belsunce, évêque de Marseille.
Évêque de Digne en 1747, il est nommé abbé de l'abbaye Saint-Honorat de Lérins en 1752. Il est transféré évêque d'Orléans en 1757 et fait commandeur de l'ordre du Saint-Esprit en 1762. L'année suivante, il est nommé abbé de Saint-Vincent.
Bien en cour, il est nommé Ministre de la feuille des bénéfices et s’occupe des attributions des bénéfices ecclésiastiques de 1757 à 1771. Il faut comprendre qu'il est chargé de distribuer les revenus des différentes abbayes, églises et de leurs terres agricoles. Au cours de cette période, 75 évêchés et 337 abbayes sont attribués, c’est dire l’importance de ce poste très convoité et fort lucratif. Les solliciteurs se pressent autour de lui.
Le 8 juillet 1767, il assiste avec son confrère Louis-André de Grimaldi (1736-1804), évêque du Mans, à la bénédiction d'intronisation de madame Venture-Gabrielle de Pontevès de Maubousquet, la nouvelle abbesse de l'abbaye de Maubuisson, par l'évêque de Marseille: Monseigneur Jean-Baptiste de Belloy (1709-1808)
Très mondain, il fréquente les salons ; c’est aussi un bon vivant. «Jarente a été la victime de nombreux pamphlets l’ayant accusé d’avoir eu pour maîtresse la Guimard » : ainsi à la fin des années 1770, Mlle Guimard, qui aurait eu de gros besoins d’argent, eut l’idée - qui lui a d’ailleurs peut-être été suggérée - d’ouvrir un « bureau de recettes » avec la complicité de l'évêque libertin, son amant. Elle se faisait le porte parole, auprès de Jarente, de demandes de membres du clergé désirant des augmentations de traitement ; ces demandes assorties de pourboires variables selon l’importance de la demande.
Louis XV, informé du manège, se mit en colère et morigéna l’évêque Jarente. Proche du duc de Choiseul, il est mis à l’écart en 1771 et se retire dans son château de Meung-sur-Loire, résidence des évêques d’Orléans qu’il fait aménager somptueusement.
Il s’occupe des travaux de reconstruction de la cathédrale d’Orléans.
En 1780, il fait nommer son neveu, Louis de Jarente de Sénas d'Orgeval, comme coadjuteur.